# Kadai jezici
Kadai jezici (privatni kod: kada) najveća grana Tai-Kadai jezika koji se govore u Kini i Vijetnamu. Obuhvaća (14) jezika podijeljenih u tri uže podskupine. Ranija klasifikaciaja obuhvaćala je manji broj jezika, to su
Ethnologue 14th: Kadai (9 jezika)
a. Bu-Rong (1): Yerong [YRN] (Kina)
b. Ge-Chi (3): gelao [KKF] (Vijetnam), lachi [LBT] (Vijetam), bokeli lachi [LWH] (Vijetnam)
c. Yang-Biao (5): buyang [byu] (Kina), cun [cuq] (Kina), en [enc] (Vijetnam), laqua [laq] (Vijetnam), laha [lha] (Vijetnam)
Ethnologue 15th: Kadai (12 jezika)
a) Bu-Rong (1), Kina: yerong;
b) Ge-Chi (6), Kina, Vijetnam: bijeli gelao, bijeli lachi, crveni gelao, gelao, lachi, zeleni gelao;
c) Yang-Biao (8 jezika; prije 5), Kina, Vijetnam: buyang (podijeljen na tri jezika: Buyang E'ma [yzg]; Langnian Buyang [yln]; Baha Buyang [yha]) [byu]; cun, en, qabiao, laha.
Danas se 14 Kadai jezika dijele na: 
a. Ge-Chi (5): bijeli gelao [giw], bijeli lachi, crveni gelao, lachi, zeleni gelao,
b. Ge-Yang (1): Gelao [gio]
c. Yang-Biao (8)
a1. Buyang (4):
a. Istočni (3): Buyang E’ma [yzg], Langnian Buyang, Yerong [yrn] (Kina)
b. Zapadni (1): Baha Buyang [yha] (Kina)
Cun [cuq] (Kina)
En [enc] (Vijetnam)
Laha [lha] (Vijetnam)
Qabiao [laq] (Vijetnam)

## Vanjske poveznice
- Ethnologue (14th)